# Máy chủ tên miền
Máy chủ tên miền: Máy chủ tên miền (Name Server) là máy chủ chứa cơ sở dữ liệu dùng cho việc chuyển đổi giữa tên miền và địa chỉ IP. Như cách phân cấp của hệ thống tên miền, tương ứng với mỗi cấp và mỗi loại tên miền có máy chủ tên miền phục vụ tên miền ở cấp đó và loại tên miền đó. Máy chủ tên miền ở mức Root sẽ chứa cơ sở dữ liệu quản lý tên miền ở mức top-level-domain. Ở mức quốc gia sẽ có máy chủ tên miền quản lý domain ở mức quốc gia.
Hệ thống DNS (Domain Name System) định nghĩa hai kiểu máy chủ tên miền là máy chủ tên miền chính (Primary Name Server) và máy chủ tên miền phụ (Secondary Name Server).
- Máy chủ tên miền chính là máy chủ tên miền lấy cơ sở dữ liệu cho các zone từ chính các file có sẵn trên máy.
- Máy chủ tên miền phụ là máy chủ tên miền lấy dữ liệu cho các zone từ một máy chủ tên miền khác. Khi máy chủ tên miền phụ khởi động sẽ kết nối với máy chính để lấy dữ liệu từ máy này về cho các zone mà máy phụ quản lý. Quá trình lấy dữ liệu từ máy chính về máy phụ được gọi là Zone Transter.

## Lịch sử phát triển
- Lịch sử phát triển máy chủ

-  1981- VM IBM, máy chủ listserver đầu tiên được hoạt động trên hệ thống ảo IBM và trên nền BITNET. Cỗ máy cho phép người dùng làm việc qua email từ đây chính là dấu mốc của thư rác, của những cuộc tấn công mạng...
- 1991- NextCube, web server đầu tiên World Wide Web được tạo ra trên một thiết bị NextCube có thông số kĩ thuật là CPU 256 MHz, 2GB ổ cứng chạy trên hệ điều hành NextStep. Tháng 8 năm 1991, Tim Berners-Lee là người đưa trang web đầu tiên lên mạng trực tuyến ở Geneva – Thụy Điển.
- 1994 – ProLiant, máy chủ rack-mountable đầu tiên do Compaq giới thiệu vào năm này. Nó là dòng ProLiantSeries, có bộ xử lý Intel Pentium II Xeon 450Mhz, 256MB RAM và có một ổ CD-ROM 24X player.
- 1998 - Sun Ultra II là máy chủ đặt nền móng cho Google ngày nay.
- 2001 – RLX Blade là máy chủ phiến hiện đại đầu năm 2001 dựa trên công nghệ RLX Houston. Tuy nhiên, năm 2005 RLX đã bị HP mua lại.
- 2008 – Cụm máy PS3 phân phối máy tính với GPU máy Sony PlayStation có 3.2 GHz CPU di động băng thông rộng, ổ cứng 60 GB ATA và có bộ nhớ RAM 256MB.
- 2009 đến nay – Máy chủ đám mây và đặc biệt hơn ngày nay các máy chủ được phi vật chất hóa có nghĩa là không còn đơn thuần là máy móc vật lý nữa. Giờ đây, máy chủ đám mây cho con người tính toán, lưu trữ mọi thứ và cả trí thông minh nhân tạo. Trong tương lai, điện toán đám mây chắc chắn sẽ phát triển hơn để phục vụ con người nhiều tiện ích hơn.
- Lịch sử phát triển tên miền

Mạng máy tính toàn cầu có hàng tỷ máy tính kết nối mạng với nhau và mỗi máy tính cần có một địa chỉ xác định trên mạng. Hiện nay, địa chỉ dùng trên mạng là địa chỉ IP.
Địa chỉ IP (Internet Protocol) là một địa chỉ đơn nhất mà các thiết bị điện tử đang sử dụng để nhận diện và liên lạc với nhau trên mạng máy tính bằng cách sử dụng giao thức Internet.
Nhu cầu internet ngày càng tăng và phát triển mạnh mẽ nên nhu cầu về IP cũng tăng. Tuy nhiên, địa chỉ IP được biểu diễn dưới dạng số thập phân rất khó nhớ, bởi vậy yêu cầu hình thành tên miền.
Vào năm 1984 Paul Mockpetris thuộc viện USC's Information Sciences Institute phát triển một hệ thống quản lý tên miền và lấy tên là hệ thống tên miền.

## Hệ thống máy chủ tên miền của quốc gia Việt Nam
- Khái niệm

Hệ thống máy chủ tên miền quốc gia có đuôi là .VN là hệ thống kỹ thuật nhằm đảm bảo hoạt động cho tên miền quốc gia .VN trên Internet. Trung tâm Internet Việt Nam – Bộ thông tin và truyền thông thiết lập, quản lý và vận hành hệ thống máy chủ tên miền quốc gia .
- Chức năng

Hệ thống máy chủ tên miền quốc gia .VN thực hiện 3 nhiệm vụ chính:
-        Quản lý không gian tên miền cấp quốc gia .VN và các tên miền cấp 2 dùng chung thuộc hê thống tên miền .VN (com.vn, net.vn, org.vn...).
-        Phân cấp và chuyển giao không gian tên miền .VN cho các đơn vị khác quản lý theo quy định.
Tiếp nhận và trả lời các truy vấn tên miền .VN từ các nguồn truy vấn hợp lệ trên Internet. Đảm bảo hoạt động truy vấn tên miền .VN của người dùng Internet được thông suốt, nhanh chóng và an toàn.
- Chính sách của hệ thống máy chủ tên miền quốc gia

Hệ thống máy chủ tên miền quốc gia. VN nhằm đảm bảo hoạt động cho tên miền quốc gia .VN do trung tâm Internet Việt Nam – Bộ Thông Tin và Truyền Thông thiết lập, quản lý và điều hành.
-        Hệ thống máy chủ tên miền quốc gia. VN lưu giữ, quản lý không gian tên miền. VN, các tên miền cấp 2 thuộc hệ thống tên miền .VN (com.vn, net.vn, org.vn, gov.vn...), tên miền tỉnh thành. Các tên miền cấp 3 và cấp 4 sẽ được lưu giữ tại các hệ thống máy chủ được chuyển giao.
-        Các đơn vị doanh nghiệp cung cấp dịch vụ Internet  phối hợp, hỗ trợ đảm bảo kết nối, định tuyến để hệ thống máy chủ tên miền quốc gia .VN hoạt động an toàn và ổn định.
-        Sử dụng các biện pháp như hack, truy vấn tự động,... để làm ảnh hưởng hoặc làm tệ liệt hệ thống máy chủ tên miền quốc gia là vi phạm Điều 12 luật công nghệ thông tin, sẽ bị truy tố và xử phạt theo quy định pháp luật.